# Trouble Walkin’
Trouble Walkin’ ist das erste als Soloalbum veröffentlichte Album des US-amerikanischen Gitarristen Ace Frehley nach seinem Ausstieg aus der Gruppe Kiss 1982; vor seinem Ausstieg hatte er als Mitglied von Kiss 1978 ein erfolgreiches Soloalbum herausgebracht. 1987 und 1988 hatte Frehley als Mitglied der von ihm und John Regan gegründeten Band Frehley’s Comet zwei Studioalben und ein Livealbum veröffentlicht.

## Entstehungsgeschichte
Am 17. Mai 1988 hatte die Gruppe Frehley’s Comet ihr letztes Album, Second Sighting, herausgebracht. In den Monaten nach der Veröffentlichung tourte die Band unter anderem als Vorgruppe von Iron Maiden. Nach dem Konzert in New Orleans, das am 2. August 1988 stattfand, hatte Rhythmusgitarrist Tod Howarth die Band verlassen, wenig später ging auch Schlagzeuger Jamie Oldaker. Ab Mitte 1989 wurde der Name Frehley’s Comet nicht mehr benutzt und die Band, zu der nun Richie Scarlet (Rhythmusgitarre) und Sandy Slavin (Schlagzeug) gehörten, wurde nur noch Ace Frehley Band genannt.
Scarlet hatte schon zur Gründungsformation von Frehley’s Comet gehört und die musikalische Richtung mitbestimmt, mit der die Gruppe die Aufnahmen zu ihrem Debütalbum begonnen hatte. Er konnte Rhythmus- und Leadgitarre spielen und hatte starken Einfluss auf den Klang von Trouble Walkin’, weil er sich mit Ace Frehley Gitarrenduelle lieferte, die die beiden Gitarristen bei Rick Derringer und Johnny Winter gehört und gesehen hatten. Auf vielen Titeln des Albums teilen sich Frehley und Scarlet die Gitarrensoli.
Die Produktion des Albums übernahm Eddie Kramer, der auch Frehley’s erstes Soloalbum und das Debütalbum von Frehley’s Comet produziert hatte. Mit Ausnahme des Titels Trouble Walkin’ wurden die Schlagzeugparts aller Songs von Anton Fig eingespielt.
Auch, wenn Trouble Walkin’ unter dem Namen Frehley’s veröffentlicht wurde, enthielt es mehrere Titel, die nicht aus seiner Feder stammten, so unter anderem das Lied Trouble Walkin’, das von Bill Wray und Phil Brown geschrieben wurde oder das als Single veröffentlichte Do Ya, eine Coverversion des Songs des Electric Light Orchestra. Ein weiteres Cover war das von Paul Stanley, Desmond Child und Holly Knight geschriebene Hide Your Heart, das 1988 von Bonnie Tyler auf ihrem Album Notes From America veröffentlicht worden war und 1989 auch auf dem Kiss-Album Hot in the Shade erschien, von Robin Beck auf Trouble or Nothin'  veröffentlicht wurde und sich im selben Jahr auf dem Album Lightning Strikes Twice von Molly Hatchet befand.
Um dem Album zu einem größtmöglichen Erfolg zu verhelfen, wurden prominente Gäste für die Aufnahmen von Backing Vocals herangezogen: Am 23. Juni 1989 nahmen die Mitglieder der Band Skid Row, Sebastian Bach, Snake Sabo und Rachel Bolan, die Tonspuren für Trouble Walkin’, Back to School und weitere Songs auf; Peter Criss, ehemals Schlagzeuger von Kiss, steuerte Backing Vocals und Perkussionaufnahmen zu Shot Full of Rock, Do Ya, Hide Your Heart, Trouble Walkin’ und 2 Young 2 Die bei.

## Veröffentlichung
Trouble Walkin’ erschien am 13. Oktober 1989. Das Cover zeigte Ace Frehley, der in seiner rechten Hand ein Marionettenspielkreuz hielt. Unterhalb des Kreuzes sind drei verwischte Bilder des Gitarre spielenden Frehley zu sehen; augenscheinlich soll der Eindruck entstehen, es handele sich bei ihnen um die Marionetten, die Frehley mit seinen Fäden dirigiert. In der linken oberen Ecke des Covers befindet sich das Logo, das mit den Worten Trouble Walkin’ überschrieben ist.
Im November 2013 wurde das Album in einer remasterten Version von Rock Candy Records wiederveröffentlicht.

## Rezeption
Das deutsche Magazin Rock Hard vergab 8 von 10 möglichen Punkten und schrieb:

„Wer’s straight und kernig, aber immer niveauvoll mag, der kann sich jetzt das Weiterlesen ersparen, in den nächsten Plattenladen stürzen und sich das neue FREHLEY-Album »Trouble Walkin’« zulegen. Gut, die letzte Scheibe »Second Sighting« war – aufgrund ihres teilweise arg auf kommerziell getrimmten Songmaterials – nicht der Überknaller, doch diese Fehler hat man diesmal ausgebügelt – und Ace die Produktion zurechtgebastelt, bei der sein rock’n’rolliges Gitarrenspiel bzw. sein schnoddriger Sprechgesang am besten rüberkommen. Das heißt im Klartext nichts anderes, als daß auf »Trouble Walkin’« der Sound der Siebziger eine Renaissance erlebt, und der Meister solche Übersongs wie »Shot Full Of Love«, »Fractured III« (cooles Instrumental), das Titelstück oder »Hide Your Heart« präsentiert. Ohne Wenn und Aber ist dieses vierte Frehley Solo-Album das bisher beste und am ehesten mit seiner schon fast legendären Kiss Solo-Scheibe aus dem Jahre ’78 zu vergleichen.“

Trouble Walkin’ erreichte Platz 102 der Billboard 200 und konnte sich neun Wochen darin halten.
Do Ya wurde als Single veröffentlicht, hatte jedoch keinen Effekt für den Verkauf des Albums, weil der Song die Charts nicht erreichte.

## Titelliste
1. Shot Full of Rock (Gesang: Ace Frehley; Text und Musik: Ace Frehley, Richie Scarlet) – 4:47
2. Do Ya (Gesang: Ace Frehley; Text und Musik: Jeff Lynne) – 3:47
3. Five Card Stud (Gesang: Ace Frehley; Text und Musik: Ace Frehley, Marc Ferrari) – 4:01
4. Hide Your Heart (Gesang: Ace Frehley; Text und Musik: Paul Stanley, Desmond Child, Holly Knight) – 4:33
5. Lost in Limbo (Gesang: Ace Frehley; Text und Musik: Richie Scarlet, Ace Frehley) – 4:10
6. Trouble Walkin’ (Gesang: Ace Frehley; Text und Musik: Bill Wray, Phil Brown) – 3:08
7. 2 Yound 2 Die (Gesang: Richie Scarlet; Text und Musik: Ace Frehley, Richie Scarlet) – 4:29
8. Back to School (Gesang: Ace Frehley; Text und Musik: Ace Frehley, John Regan) – 3:43
9. Remember me (Gesang: Ace Frehley; Text und Musik: Carter Cathcart, Ace Frehley) – 5:01
10. Fractured III (Instrumental; Musik: Ace Frehley, John Regan) – 6:48